# Deutsche Badmintonmeisterschaft/Damendoppel
Deutsche Meisterschaften im Badminton werden in der Bundesrepublik seit 1953 ausgetragen. Folgend die Sieger und Platzierten im Damendoppel.

## Sieger und Platzierte
| Jahr | Erster                                                                               | Zweiter                                                                                       | Dritter                                                                            | Dritter                                                                                     |
| ---- | ------------------------------------------------------------------------------------ | --------------------------------------------------------------------------------------------- | ---------------------------------------------------------------------------------- | ------------------------------------------------------------------------------------------- |
| 1953 | Ingeborg Tietze (Kieler BC 1949) Eva Schön (Kieler BC 1949)                          | Luise Schmitz (1. DBC Bonn) Greta Marcussen (1. DBC Bonn)                                     | D. Köhler (1. DBC Bonn) Regina Schneider (1. DBC Bonn)                             | von der Borch (1. DBC Bonn) Nathan (1. DBC Bonn)                                            |
| 1954 | Ingeborg Tietze (Kieler BC 1949) Luise Schmitz (1. DBC Bonn)                         | Sybille Weber (1. DBC Bonn) Regina Schneider (1. DBC Bonn)                                    | Erna Wüsthoff (OBC 88 Ohligs) Irmgard Ehle (OBC 88 Ohligs)                         | Edith Hartung (Biebricher BC) Liesel Haas (Biebricher BC)                                   |
| 1955 | Erna Wüsthoff (OBC 88 Ohligs) Irmgard Ehle (OBC 88 Ohligs)                           | Sybille Weber (1. DBC Bonn) Luise Schmitz (1. DBC Bonn)                                       | Liselotte Kreissler (BC Westfalia Herne) Reinhild Haumann (BC Westfalia Herne)     | Gisela Ellermann (STC Blau-Weiß Solingen) Marlies Veller (STC Blau-Weiß Solingen)           |
| 1956 | Gisela Ellermann (STC Blau-Weiß Solingen) Hannelore Schmidt (STC Blau-Weiß Solingen) | Irmgard Ehle (OBC 88 Ohligs) Erna Wüsthoff (OBC 88 Ohligs)                                    | Hanne Alde (Kieler BC 1949) Margot Kraenz (Kieler BC 1949)                         | Lilo Worthmann (BC Westfalia Herne) Reinhild Worthmann (BC Westfalia Herne)                 |
| 1957 | Gisela Ellermann (STC Blau-Weiß Solingen) Hannelore Schmidt (STC Blau-Weiß Solingen) | Irmgard Ehle (OBC 88 Ohligs) Erna Wüsthoff (OBC 88 Ohligs)                                    | Waltraud Ern (STC Blau-Weiß Solingen) Ruth Weiler (STC Blau-Weiß Solingen)         | Erna Müller (1. Frankfurter BC) Inge Hermann (1. Frankfurter BC)                            |
| 1958 | Gisela Ellermann (STC Blau-Weiß Solingen) Hannelore Schmidt (STC Blau-Weiß Solingen) | Elfriede Becker (Biebricher BC) Liselotte Reinhardt (Biebricher BC)                           | Christel Psarki (BSC Rehberge 1945) Hella Reichelt (BSC Rehberge 1945)             | Ingrid Haunert (BC Westfalia Herne) Rothkegel (BC Westfalia Herne)                          |
| 1959 | Anneli Hennen (VfB Lübeck) Bärbel Wichmann (VfB Lübeck)                              | Gisela Ellermann (STC Blau-Weiß Solingen) Hannelore Schmidt (STC Blau-Weiß Solingen)          | Irmgard Latz (Krefelder BC) Ursula Simbeck (1. BSC Bottrop)                        | Inge Ostertag (TSG Augsburg 85) Hertha Schaner (TSG Augsburg 85)                            |
| 1960 | Ute Seelbach (BC Düsseldorf) Irmgard Latz (Krefelder BC)                             | Anneli Hennen (VfB Lübeck) Bärbel Wichmann (VfB Lübeck)                                       | Gunhild Scholz (1. DBC Bonn) Luise Schmitz (1. DBC Bonn)                           | Gisela Ellermann (STC Blau-Weiß Solingen) Hannelore Schmidt (STC Blau-Weiß Solingen)        |
| 1961 | Anneli Hennen (VfB Lübeck) Bärbel Wichmann (VfB Lübeck)                              | Hannelore Schmidt (STC Blau-Weiß Solingen) Irmgard Latz (Krefelder BC)                        | Gunhild Scholz (1. BC Beuel) Luise Schmitz (1. BC Beuel)                           | Ingrid Haunert (BC Westfalia Herne) Gitti Neuhaus (Merscheider TV)                          |
| 1962 | Hannelore Schmidt (STC Blau-Weiß Solingen) Irmgard Latz (Krefelder BC)               | Annegret Böhme (VfB Lübeck) Anneli Hennen (VfB Lübeck)                                        |                                                                                    |                                                                                             |
| 1963 | Gerda Schumacher (1. DBC Bonn) Marlies Langenbrinck (Kölner FC Blau-Gold)            | Irmgard Latz (Krefelder BC) Gisela Hoffmann (Krefelder BC)                                    | Anke Witten (MTV München von 1879) Ursula Verhoeven (MTV München von 1879)         | Ute Seelbach (BC Düsseldorf) Erika von der Thüsen (BC Düsseldorf)                           |
| 1964 | Heidi Reuß (TSV Neuhausen-Nymphenburg) Edeltraud Hefter (TSV Neuhausen-Nymphenburg)  | Gerda Schumacher (1. DBC Bonn) Marlies Langenbrinck (Kölner FC Blau-Gold)                     | Bärbel Fieber (BC Hannover 53) Gudrun Bornträger (BC Hannover 53)                  | Hannelore Wolfertz (STC Blau-Weiß Solingen) Irmgard Latz (Krefelder BC)                     |
| 1965 | Irmgard Latz (Krefelder BC) Gerda Schumacher (1. DBC Bonn)                           | Anke Witten (MTV München von 1879) Ursula Verhoeven (MTV München von 1879)                    | Heiderose Krebs (TV Stuttgart) Schmidt (TV Stuttgart)                              | Heidi Menacher (TSV Neuhausen-Nymphenburg) Edeltraud Hefter (TSV Neuhausen-Nymphenburg)     |
| 1966 | Irmgard Latz (1. DBC Bonn) Gerda Schumacher (1. DBC Bonn)                            | Marieluise Wackerow (1. BC Beuel) Lore Hawig (1. BC Beuel)                                    | Heidi Menacher (MTV München von 1879) Anke Witten (MTV München von 1879)           | Ursula Puruckherr (BSC Rehberge 1945) Helma Friese (BSC Rehberge 1945)                      |
| 1967 | Marieluise Wackerow (1. BC Beuel) Lore Hawig (1. BC Beuel)                           | Irmgard Latz (1. DBC Bonn) Gerda Schumacher (1. DBC Bonn)                                     | Ursula Puruckherr (BSC Rehberge 1945) Helma Friese (BSC Rehberge 1945)             | Karin Dittberner (1. BV Mülheim) Karin Schäfer (1. BV Mülheim)                              |
| 1968 | Irmgard Latz (1. DBC Bonn) Gerda Schumacher (1. DBC Bonn)                            | Marieluise Wackerow (1. BC Beuel) Gudrun Ziebold (1. BC Beuel)                                | Karin Dittberner (1. BV Mülheim) Karin Schäfer (1. BV Mülheim)                     | Lore Hawig (Siegburger SV 04) Anke Witten (MTV München von 1879)                            |
| 1969 | Marieluise Wackerow (1. BC Beuel) Gudrun Ziebold (1. BC Beuel)                       | Karin Dittberner (1. BV Mülheim) Karin aus dem Siepen (1. BV Mülheim)                         | Anneli Hennen (VfB Lübeck) Ilse-Brigitte Riekhof (VfB Lübeck)                      | Lore Hawig (Siegburger SV 04) Anke Witten (MTV München von 1879)                            |
| 1970 | Marieluise Wackerow (1. BC Beuel) Gudrun Ziebold (1. BC Beuel)                       | Irmgard Latz (1. DBC Bonn) Gerda Schumacher (1. DBC Bonn)                                     | Ursula Puruckherr (SV Helios Berlin) Ilse-Brigitte Riekhof (VfB Lübeck)            | Anke Betz (MTV München von 1879) Lore Hawig (1. BC Beuel)                                   |
| 1971 | Karin Dittberner (1. BV Mülheim) Karin aus dem Siepen (1. BV Mülheim)                | Irmgard Latz (FC Bayer 05 Uerdingen) Brigitte Steden (VfL Bochum)                             | Gudrun Ziebold (FC Langenfeld) Helga Schumacher (FC Langenfeld)                    | Rita Werner (1. Frankfurter BC) Inge Schiemer (PSV Grünweiß Frankfurt)                      |
| 1972 | Karin Kucki (1. BV Mülheim) Marieluise Wackerow (1. BC Beuel)                        | Brigitte Steden (VfL Bochum) Gudrun Ziebold (Merscheider TV)                                  | Karin Schäfers (1. BV Mülheim) Antonie Schwabe (1. BV Mülheim)                     | Ursula Puruckherr (SV Helios Berlin) Rita Werner (SV Helios Berlin)                         |
| 1973 | Brigitte Steden (VfL Bochum) Marieluise Wackerow (1. BC Beuel)                       | Irmgard Latz (FC Bayer 05 Uerdingen) Gudrun Ziebold (Merscheider TV)                          |                                                                                    |                                                                                             |
| 1974 | Brigitte Steden (VfL Bochum) Marieluise Wackerow (1. BC Beuel)                       | Irmgard Latz (FC Bayer 05 Uerdingen) Gudrun Ziebold (Merscheider TV)                          | Anke Betz (MTV München von 1879) Lore Hawig (Siegburger SV 04)                     | Jutta Schnelle (SV Helios Berlin) Rita Rathgeber (SV Helios Berlin)                         |
| 1975 | Brigitte Steden (VfL Bochum) Marieluise Wackerow (1. BC Beuel)                       | Karin Kucki (1. BV Mülheim) Vera Martini (TuS Wiebelskirchen)                                 | Eva-Maria Kranz (1. BC Beuel) Gudrun Ziebold (Merscheider TV)                      | -                                                                                           |
| 1976 | Eva-Maria Kranz (1. BC Beuel) Marieluise Wackerow (1. BC Beuel)                      | Karin Kucki (1. BV Mülheim) Vera Martini (TuS Wiebelskirchen)                                 | Brigitte Steden (VfL Bochum) Gudrun Ziebold (Merscheider TV)                       | -                                                                                           |
| 1977 | Eva-Maria Kranz (1. BC Beuel) Brigitte Steden (OSC 04 Rheinhausen)                   | Karin Kucki (1. BV Mülheim) Vera Martini (TuS Wiebelskirchen)                                 | Antonie Schwabe (1. BV Mülheim) Ingrid Morsch (Polizei SV Bremen)                  | Gudrun Ziebold (1. DBC Bonn) Karin Schäfers (1. BV Mülheim)                                 |
| 1978 | Karin Kucki (1. BV Mülheim) Vera Martini (TuS Wiebelskirchen)                        | Jutta Vogel (PSV Grün-Weiß Wiesbaden) Elke Weber (VfL Wolfsburg)                              | Ingrid Morsch (VfL Wolfsburg) (1. BV Mülheim) Antonie Schwabe (1. BV Mülheim)      | Eva-Maria Zwiebler (1. BC Beuel) Marieluise Zizmann (1. BC Beuel)                           |
| 1979 | Eva-Maria Kranz (1. BC Beuel) Vera Martini (TuS Wiebelskirchen)                      | Ingrid Morsch (VfL Wolfsburg) Marie-Luise Schulta-Jansen (1. BV Mülheim)                      | Karin Kucki (1. BV Mülheim) Antonie Schwabe (1. BV Mülheim)                        | Jutta Rosenow (TV Mainz-Zahlbach) Elke Weber (VfL Wolfsburg)                                |
| 1980 | Brigitte Steden (TSV Glinde) Elke Weber (VfL Wolfsburg)                              | Marie-Luise Schulta-Jansen (1. BV Mülheim) Ingrid Morsch (VfL Wolfsburg)                      | Marieluise Zizmann (1. BC Beuel) Gudrun Ziebold (1. DBC Bonn)                      | Jutta Rosenow (PSV Grün-Weiß Wiesbaden) Vera Martini (TuS Wiebelskirchen)                   |
| 1981 | Brigitte Steden (TSV Glinde) Elke Weber (VfL Wolfsburg)                              | Gudrun Ziebold (1. DBC Bonn) Marieluise Wackerow (1. BC Beuel)                                | Petra Dieris-Wierichs (FC Bayer 05 Uerdingen) Karin Kucki (1. BV Mülheim)          | Heidi Krickhaus (STC Blau-Weiß Solingen) Elke Schrick (1. BC Leverkusen)                    |
| 1982 | Brigitte Steden (TSV Glinde) Kirsten Schmieder (OSC 04 Rheinhausen)                  | Marieluise Wackerow (1. BC Beuel) Eva-Maria Kranz (1. BC Beuel)                               | Gabriele Splett (1. DBC Bonn) Elke Weber (VfL Wolfsburg)                           | Mechtild Hagemann (TV Mainz-Zahlbach) Gabi Simon (TV Mainz-Zahlbach)                        |
| 1983 | Kirsten Schmieder (OSC 04 Rheinhausen) Petra Dieris-Wierichs (FC Bayer 05 Uerdingen) | Dorett Hökel (1. DBC Bonn) Mechtild Hagemann (TV Mainz-Zahlbach)                              | Ingrid Morsch (STC Blau-Weiß Solingen) Heidi Krickhaus (STC Blau-Weiß Solingen)    | Marieluise Zizmann (1. BC Beuel) Eva-Maria Zwiebler (1. DBC Bonn)                           |
| 1984 | Kirsten Schmieder (OSC 04 Rheinhausen) Petra Dieris-Wierichs (FC Bayer 05 Uerdingen) | Heidi Krickhaus (STC Blau-Weiß Solingen) Ingrid Morsch (STC Blau-Weiß Solingen)               | Cathrin Hoppe (VfL Wolfsburg) Gabriele Sadewater (Berliner LZ)                     | Dorett Hökel (1. DBC Bonn) Mechtild Hagemann (TV Mainz-Zahlbach)                            |
| 1985 | Mechtild Hagemann (TV Mainz-Zahlbach) Cathrin Hoppe (VfL Wolfsburg)                  | Kirsten Schmieder (OSC 04 Rheinhausen) Petra Dieris-Wierichs (OSC 04 Rheinhausen)             | Anne-Katrin Seid (SSV Ulm 1846) Elke Drews (BC Lörrach-Brombach)                   | Christiane Ruß (STC Blau-Weiß Solingen) Vera Martini (TuS Wiebelskirchen)                   |
| 1986 | Kirsten Schmieder (OSC 04 Rheinhausen) Katrin Schmidt (1. PBC Neustadt)              | Mechtild Hagemann (TV Mainz-Zahlbach) Cathrin Hoppe (TV Mainz-Zahlbach)                       | Petra Dieris-Wierichs (OSC 04 Rheinhausen) Elke Schrick (FC Langenfeld)            | Anne-Katrin Seid (SSV Ulm 1846) Elke Drews (BC Lörrach-Brombach)                            |
| 1987 | Kirsten Schmieder (TTC Brauweiler 1948) Petra Dieris-Wierichs (TTC Brauweiler 1948)  | Mechtild Hagemann (TV Mainz-Zahlbach) Cathrin Hoppe (TV Mainz-Zahlbach)                       | Elke Schrick (1. DBC Bonn) Dorett Hökel (1. DBC Bonn)                              | Andrea Krucinski (1. BV Mülheim) Christine Skropke (FC Bayer 05 Uerdingen)                  |
| 1988 | Kirsten Schmieder (TTC Brauweiler 1948) Katrin Schmidt (TuS Wiebelskirchen)          | Mechtild Hagemann (TV Mainz-Zahlbach) Cathrin Hoppe (TV Mainz-Zahlbach)                       | Kerstin Ubben (VfL 93 Hamburg) Dorett Hökel (1. DBC Bonn)                          | Heidi Krickhaus (FC Langenfeld) Petra Dieris-Wierichs (FC Langenfeld)                       |
| 1989 | Kirsten Schmieder (FC Langenfeld) Katrin Schmidt (TuS Wiebelskirchen)                | Nicole Baldewein (OSC Düsseldorf) Kerstin Ubben (FC Langenfeld)                               | Anne-Katrin Seid (SV Fortuna Regensburg) Elke Drews (SV Fortuna Regensburg)        | Cathrin Hoppe (TV Mainz-Zahlbach) Mechtild Künstler (TV Mainz-Zahlbach)                     |
| 1990 | Kerstin Ubben (FC Langenfeld) Nicole Baldewein (OSC Düsseldorf)                      | Andrea Krucinski (1. BV Mülheim) Cathrin Hoppe (TV Mainz-Zahlbach)                            | Tanja Münch (TTC Brauweiler 1948) Martina Stropnik (Bottroper BG)                  | Andrea Findhammer (1. BV Mülheim) Anne-Katrin Seid (SV Fortuna Regensburg)                  |
| 1991 | Kerstin Ubben (FC Langenfeld) Nicole Baldewein (OSC Düsseldorf)                      | Anne-Katrin Seid (SV Fortuna Regensburg) Andrea Findhammer (1. BV Mülheim)                    | Karen Stechmann (VfL Stade) Kerstin Weinbörner (SSV Heiligenwald)                  | Petra Dieris-Wierichs (FC Bayer 05 Uerdingen) Heidi Krickhaus (BC Eintracht Südring Berlin) |
| 1992 | Kerstin Ubben (BC Eintracht Südring Berlin) Nicole Baldewein (OSC Düsseldorf)        | Kerstin Weinbörner (FC Bayer 05 Uerdingen) Karen Stechmann (VfL Stade)                        | Christine Skropke (FC Bayer 05 Uerdingen) Anne-Katrin Seid (SV Fortuna Regensburg) | Petra Dieris-Wierichs (FC Bayer 05 Uerdingen) Heidi Krickhaus (BC Eintracht Südring Berlin) |
| 1993 | Nicole Grether (SSV Heiligenwald) Sandra Beißel (TTC Brauweiler 1948)                | Kerstin Ubben (BC Eintracht Südring Berlin) Stefanie Westermann (BC Eintracht Südring Berlin) | Nicole Baldewein (OSC Düsseldorf) Anne-Katrin Seid (SV Fortuna Regensburg)         | Katrin Schmidt (TuS Wiebelskirchen) Karen Stechmann (FC Langenfeld)                         |
| 1994 | Nicole Baldewein (OSC Düsseldorf) Karen Stechmann (FC Langenfeld)                    | Katrin Schmidt (TuS Wiebelskirchen) Kerstin Ubben (OSC Düsseldorf)                            | Anne-Katrin Seid (SV Fortuna Regensburg) Andrea Findhammer (VfL 93 Hamburg)        | Sandra Beißel (TTC Brauweiler 1948) Nicole Grether (SSV Heiligenwald)                       |
| 1995 | Katrin Schmidt (TuS Wiebelskirchen) Kerstin Ubben (OSC Düsseldorf)                   | Sandra Beißel (TTC Brauweiler 1948) Nicole Grether (SSV Heiligenwald)                         | Anika Sietz (TSV Glinde) Karen Stechmann (FC Langenfeld)                           | Viola Rathgeber (BC Eintracht Südring Berlin) Nicol Pitro (FC Langenfeld)                   |
| 1996 | Katrin Schmidt (TuS Wiebelskirchen) Kerstin Ubben (OSC Düsseldorf)                   | Nicole Baldewein (OSC Düsseldorf) Karen Stechmann (FC Langenfeld)                             | Katja Michalowsky (BC Eintracht Südring Berlin) Anika Sietz (TSV Glinde)           | Sandra Beißel (SC Bayer 05 Uerdingen) Nicole Grether (SSV Heiligenwald)                     |
| 1997 | Katrin Schmidt (TuS Wiebelskirchen) Kerstin Ubben (VfL 93 Hamburg)                   | Sandra Beißel (SC Bayer 05 Uerdingen) Nicol Pitro (TuS Wiebelskirchen)                        | Viola Rathgeber (SSV Heiligenwald) Anika Sietz (BV Gifhorn)                        | Nicole Grether (SC Bayer 05 Uerdingen) Katja Michalowsky (BC Eintracht Südring Berlin)      |
| 1998 | Karen Stechmann (FC Langenfeld) Kerstin Ubben (VfL 93 Hamburg)                       | Nicole Grether (SC Bayer 05 Uerdingen) Sandra Beißel (FC Langenfeld)                          | Nicole Tummer (Bottroper BG) Kathrin Piotrowski (Bottroper BG)                     | Nicol Pitro (SV Fortuna Regensburg) Anika Sietz (FC Langenfeld)                             |
| 1999 | Karen Stechmann (FC Langenfeld) Nicole Grether (SC Bayer 05 Uerdingen)               | Nicole Baldewein (Bottroper BG) Kathrin Piotrowski (Bottroper BG)                             | Anne Hönscheid (TTC Brauweiler 1948) Petra Overzier (TTC Brauweiler 1948)          | Nicol Pitro (SV Fortuna Regensburg) Anika Sietz (TuS Wiebelskirchen)                        |
| 2000 | Anika Sietz (PSV Grün-Weiß Wiesbaden) Nicol Pitro (SV Fortuna Regensburg)            | Karen Stechmann (FC Langenfeld) Anne Hönscheid (TTC Brauweiler 1948)                          | Sandra Beißel (RTV/PSV Remscheid) Anja Weber (BC Eintracht Südring Berlin)         | Nicole Baldewein (Bottroper BG) Kathrin Piotrowski (Bottroper BG)                           |
| 2001 | Nicole Grether (SC Bayer 05 Uerdingen) Nicol Pitro (VfB Friedrichshafen)             | Kathrin Piotrowski (Bottroper BG) Anne Hönscheid (FC Langenfeld)                              | Anika Sietz (PSV Grün-Weiß Wiesbaden) Petra Overzier (TTC Brauweiler 1948)         | Carina Mette (Bottroper BG) Juliane Schenk (SC Union 08 Lüdinghausen)                       |
| 2002 | Nicole Grether (SC Bayer 05 Uerdingen) Nicol Pitro (VfB Friedrichshafen)             | Petra Overzier (TTC Brauweiler 1948) Anika Sietz (PSV Ludwigshafen)                           | Katja Michalowsky (1. BC Bischmisheim) Juliane Schenk (SC Union 08 Lüdinghausen)   | Sandra Marinello (SC Union 08 Lüdinghausen) Birgit Overzier (TuS Gildehaus)                 |
| 2003 | Carina Mette (Bottroper BG) Kathrin Piotrowski (FC Langenfeld)                       | Nicole Grether (SC Bayer 05 Uerdingen) Juliane Schenk (SC Union 08 Lüdinghausen)              | Michaela Peiffer (TuS Wiebelskirchen) Stefanie Müller (FC Langenfeld)              | Sandra Marinello (SC Union 08 Lüdinghausen) Caren Hückstädt (1. BCW Hütschenhausen)         |
| 2004 | Juliane Schenk (SC Union 08 Lüdinghausen) Nicole Grether (EBT Berlin)                | Michaela Peiffer (TuS Wiebelskirchen) Stefanie Müller (FC Langenfeld)                         | Nicol Pitro (VfB Friedrichshafen) Petra Overzier (1. BC Beuel)                     | Carina Mette (1. BC Bischmisheim) Kathrin Piotrowski (FC Langenfeld)                        |
| 2005 | Juliane Schenk (SC Union 08 Lüdinghausen) Nicole Grether (EBT Berlin)                | Kathrin Piotrowski (FC Langenfeld) Sandra Marinello (SC Union 08 Lüdinghausen)                | Xu Huaiwen (1. BC Bischmisheim) Carina Mette (1. BC Bischmisheim)                  | Stefanie Müller (FC Langenfeld) Anika Sietz (PSV Ludwigshafen)                              |
| 2006 | Juliane Schenk (EBT Berlin) Nicole Grether (EBT Berlin)                              | Kathrin Piotrowski (1. BC Bischmisheim) Sandra Marinello (PSV Ludwigshafen)                   | Carina Mette (FC Langenfeld) Caren Hückstädt (BW Wittorf)                          | Birgit Overzier (1. BC Beuel) Michaela Peiffer (TuS Wiebelskirchen)                         |
| 2007 | Juliane Schenk (EBT Berlin) Nicole Grether (EBT Berlin)                              | Birgit Overzier (1. BC Beuel) Carina Mette (SC Union 08 Lüdinghausen)                         | Carola Bott (FC Langenfeld) Gitte Köhler (VfL 93 Hamburg)                          | Kathrin Piotrowski (1. BC Bischmisheim) Stefanie Müller (TSV Röttenbach)                    |
| 2008 | Birgit Overzier (1. BC Beuel) Carina Mette (SC Union 08 Lüdinghausen)                | Gitte Köhler (VfL 93 Hamburg) Michaela Peiffer (1. BV Mülheim)                                | Annekatrin Lillie (BW Wittorf) Janet Köhler (SG EBT Berlin)                        | Nicol Bittner (VfB Friedrichshafen) Karen Neumann (VfL Maschen)                             |
| 2009 | Birgit Overzier (1. BC Beuel) Sandra Marinello (1. BC Düren)                         | Janet Köhler (SG EBT Berlin) Annekatrin Lillie (BW Wittorf)                                   | Stefanie Müller (TSV Röttenbach) Claudia Vogelgsang (VfB Friedrichshafen)          | Nicol Bittner (PTSV Rosenheim) Karen Neumann (VfL 93 Hamburg)                               |
| 2010 | Birgit Overzier (1. BC Beuel) Sandra Marinello (1. BC Düren)                         | Nicol Bittner (PTSV Rosenheim) Karen Neumann (VfL 93 Hamburg)                                 | Isabel Herttrich (TSV Lauf) Inken Wienefeld (VfL 93 Hamburg)                       | Janet Köhler (TSV Trittau) Katja Michalowsky (SV Unkel)                                     |
| 2011 | Birgit Michels (1. BC Beuel) Sandra Marinello (1. BC Düren)                          | Kim Buss (TV Refrath) Claudia Vogelgsang (BC Viernheim)                                       | Astrid Hoffmann (BV Gifhorn) Inken Wienefeld (VfL 93 Hamburg)                      | Johanna Goliszewski (1. BV Mülheim) Carla Nelte (TV Refrath)                                |
| 2012 | Birgit Michels (1. BC Beuel) Sandra Marinello (1. BC Düren)                          | Johanna Goliszewski (1. BV Mülheim) Carla Nelte (TV Refrath)                                  | Gitte Köhler (VfL 93 Hamburg) Claudia Vogelgsang (VfB Friedrichshafen)             | Isabel Herttrich (VfL 93 Hamburg) Inken Wienefeld (VfL 93 Hamburg)                          |
| 2013 | Johanna Goliszewski (1. BV Mülheim) Birgit Michels (1. BC Beuel)                     | Isabel Herttrich (PTSV Rosenheim) Carla Nelte (TV Refrath)                                    | Carola Bott (BV Gifhorn) Monja Ehlert (BC Eintracht Südring Berlin)                | Nadine Cordes (TSV Trittau) Annekatrin Lillie (TSV Trittau)                                 |
| 2014 | Johanna Goliszewski (1. BV Mülheim) Birgit Michels (1. BC Beuel)                     | Isabel Herttrich (PTSV Rosenheim) Carla Nelte (TV Refrath)                                    | Anika Dörr (SV Fun-Ball Dortelweil) Luise Heim (1. BC Beuel)                       | Lara Käpplein (SG Anspach) Jennifer Karnott (SpVgg Sterkrade-Nord)                          |
| 2015 | Johanna Goliszewski (1. BV Mülheim) Carla Nelte (TV Refrath)                         | Isabel Herttrich (PTSV Rosenheim) Birgit Michels (1. BC Beuel)                                | Linda Efler (TV Emsdetten) Lara Käpplein (1. BC Bischmisheim)                      | Lisa Kaminski (1. BC Beuel) Hannah Pohl (1. BC Beuel)                                       |
| 2016 | Johanna Goliszewski (1. BV Mülheim) Carla Nelte (TV Refrath)                         | Linda Efler (TV Emsdetten) Lara Käpplein (1. BV Mülheim)                                      | Annabella Jäger (TSV 1906 Freystadt) Julia Kunkel (TSV 1906 Freystadt)             | Isabel Herttrich (1. BC Bischmisheim) Inken Wienefeld (TV Emsdetten)                        |
| 2017 | Isabel Herttrich (1. BC Bischmisheim) Carla Nelte (TV Refrath)                       | Linda Efler (TV Emsdetten) Eva Janssens (1. BC Beuel)                                         | Anika Dörr (SV Fun-Ball Dortelweil) Jennifer Karnott (TV Refrath)                  | Lisa Kaminski (1. BC Beuel) Hannah Pohl (1. BC Beuel)                                       |
| 2018 | Isabel Herttrich (1. BC Bischmisheim) Carla Nelte (TV Refrath)                       | Johanna Goliszewski (1. BV Mülheim) Lara Käpplein (1. BV Mülheim)                             | Linda Efler (SC Union 08 Lüdinghausen) Olga Konon (1. BC Bischmisheim)             | Annabella Jäger (TSV 1906 Freystadt) Julia Kunkel (TSV 1906 Freystadt)                      |
| 2019 | Linda Efler (SC Union 08 Lüdinghausen) Isabel Herttrich (1. BC Bischmisheim)         | Johanna Goliszewski (1. BV Mülheim) Lara Käpplein (1. BV Mülheim)                             | Lisa Kaminski (1. BC Beuel) Hannah Pohl (1. BC Beuel)                              | Annabella Jäger (TSV 1906 Freystadt) Stine Küspert (Blau-Weiss Wittorf)                     |
| 2020 | Linda Efler (SC Union 08 Lüdinghausen) Yvonne Li (SC Union 08 Lüdinghausen)          | Kilasu Ostermeyer (TV Refrath) Franziska Volkmann (1. BC Bischmisheim)                        | Katharina Altenbeck (1. BV Mülheim) Joyce Grimm (1. BV Mülheim)                    | Annika Horbach (RW Walldorf) Theresa Wurm (SV Fun-Ball Dortelweil)                          |
| 2021 | Linda Efler (SC Union 08 Lüdinghausen) Isabel Herttrich (1. BC Bischmisheim)         | Annabella Jäger (TSV Neuhausen-Nymphenburg) Stine Küspert (1. BC Bischmisheim)                | Leona Michalski (TV Refrath) Franziska Volkmann (1. BC Bischmisheim)               | Annika Horbach (Rot-Weiß Walldorf) Brid Stepper (1. BC Beuel)                               |
| 2022 | Stine Küspert (1. BC Bischmisheim) Emma Moszczynski (SV Fun-Ball Dortelweil)         | Leona Michalski (TV Refrath) Franziska Volkmann (1. BC Bischmisheim)                          | Annika Horbach (TSV Trittau) Hannah Pohl (1. BC Beuel)                             | Annalena Diks (STC Blau-Weiß Solingen) Alicia Molitor (STC Blau-Weiß Solingen)              |
| 2023 | Leona Michalski (TV Refrath) Franziska Volkmann (Blau-Weiss Wittorf)                 | Annika Horbach (TSV Trittau) Brid Stepper (1. BC Beuel)                                       | Annalena Diks (STC Blau-Weiß Solingen) Alicia Molitor (STC Blau-Weiß Solingen)     | Katharina Altenbeck (1. BV Mülheim) Julia Meyer (1. BV Mülheim)                             |
| 2024 | Julia Meyer (TV Refrath) Leona Michalski (TV Refrath)                                | Vanessa Aslan-Seele (1. BC Beuel) Anna Mejikovskiy (1. BC Beuel)                              | Annika Horbach (TSV Trittau) Brid Stepper (1. BC Beuel)                            | Nadine Cordes (VfB Peine) Lena Fischer (SSV WBG Bochum)                                     |
| 2025 | Leona Michalski (TV Refrath) Thuc Phuong Nguyen (1. BC Wipperfeld)                   | Selin Hübsch (TV Refrath) Amelie Lehmann (TSV Trittau)                                        | Julia Meyer (TV Refrath) Franziska Volkmann (Blau-Weiss Wittorf)                   | Lena Reder (BC Offenburg) Janina Schumacher (TV 1884 Marktheidenfeld)                       |